# Ritsuko Fujiyama
Ritsuko Fujiyama (藤山 律子, Fujiyama Ritsuko, pseudonyme de Tada Kayo) est une actrice japonaise. En France, elle est connue pour avoir interprété le rôle de Furia dans la série San Ku Kaï, diffusée à partir de 1979.
Née en 1949, elle entre à la fin des années 1960 à l'école d'art de Muya à Tokushima, sa ville natale, où elle obtient son diplôme. Elle devient ensuite mannequin (modèle pour des sous-vêtements), sous le pseudonyme de Tada Kimiko (多田 きみこ), en 1971. Elle apparaît rapidement dans des films et séries télévisées sous les pseudonymes de Ritsuko Fujiyama (フジヤマリツコ) et Ritsuko Tōyama (藤山 律子).

## Filmographie
- 1974 : Sukeban: Tamatsuki asobi
- 1983 : Kagaku Sentai Dynaman